# Carlo Ángeles
Carlo André Ángeles Manturano (Lima, 16 de febrero de 1993) es un psicólogo, activista ambiental y político peruano. Fue regidor provincial de Lima Metropolitana en el periodo 2019-2022. Fue también director ejecutivo de Somos el Presente, una organización liderada por jóvenes que empodera a más jóvenes de América Latina para alcanzar los Objetivos de Desarrollo Sostenible de las Naciones Unidas al 2030.
A los 31 años, se graduó como el egresado más joven de la historia del programa MPA - GL de la Universidad de Columbia.
Ha sido galardonado con los Premios Democracia Global de la Academia de Ciencias y Artes Políticas de Washington, como Líder para el Desarrollo por la Comisión Europea, como Innovador de la Democracía del Siglo 21 por el Foro de Atenas en asocación con el New York Times y fue reconocido por el Congreso del Perú por su labor ambientalista y animalista.
Ha sido autor principal del Informe de la Amazonía del Parlamento Andino, reporte que conllevó a la declaración de emergencia internacional de la Amazonía por parte del Parlamento Andino y ha elevado la discusión sobre el estado crítico de la Amazonía a nivel internacional

## Biografía
Carlo Ángeles nació el 16 de febrero de 1993 en Lima, Perú.
Se formó como psicólogo en la Universidad San Ignacio de Loyola, tiene una maestría en Administración Pública de la Universidad de San Martín de Porres y tiene una segunda maestría en Administración Pública en Liderazgo Global por la Universidad de Columbia.
Ha participado en conferencias internacionales y programas especializados en la Universidad de Oxford, Universidad de Colonia y en la Universidad de Harvard.

## Carrera profesional
En 2011, a los 18 años, fundó la startup TodosGanan.net, que ofrecía servicios de marketing online. Ese mismo año fundó la Asociación Universitaria para el Fomento de la Función Pública, que eventualmente se convertiría en Somos el Presente. 

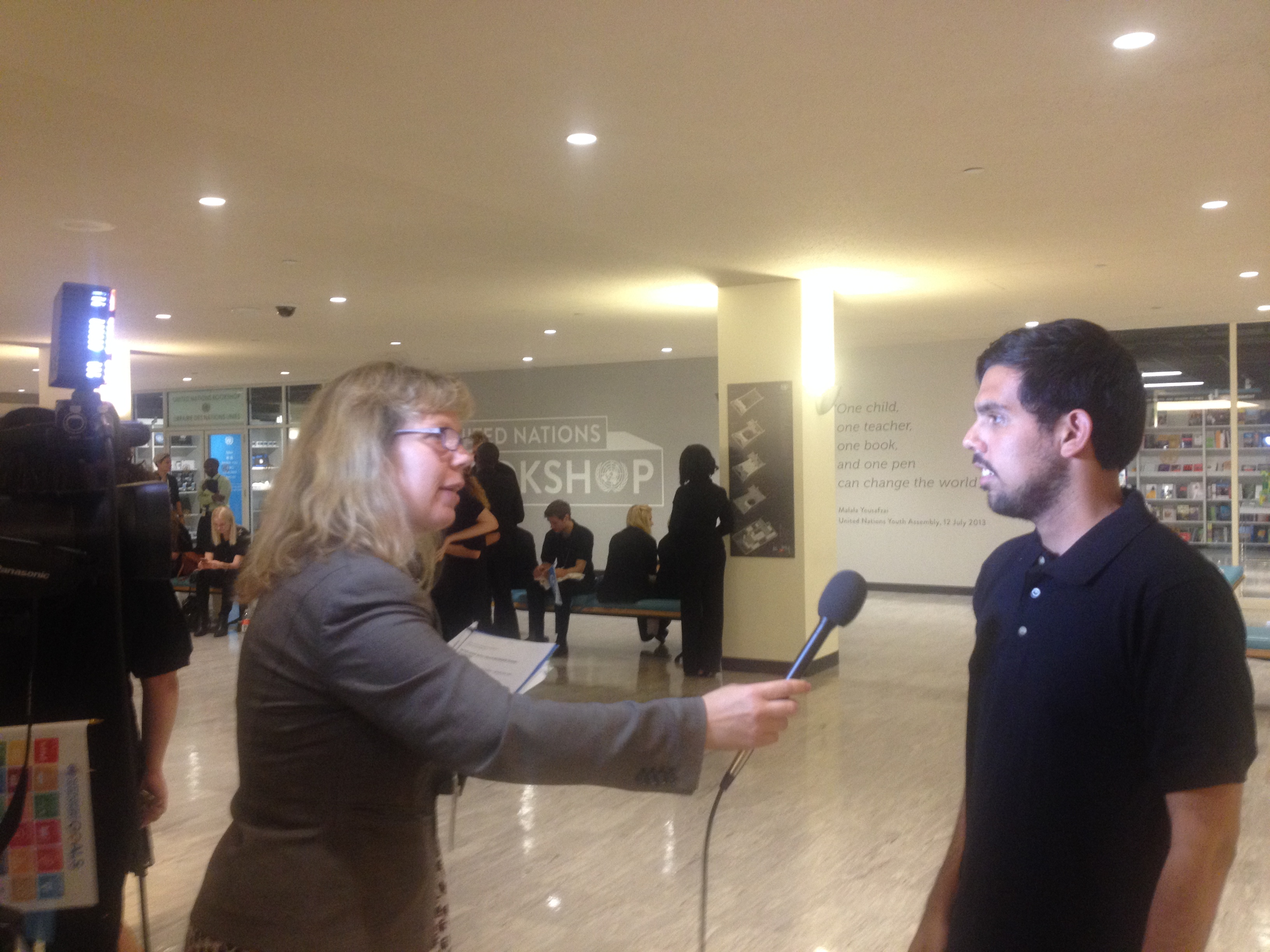
Carlo Ángeles siendo entrevistado durante la 70ª Asamblea General de las Naciones Unidas

Fue invitado por la Fundación Hope XXL y el Ministerio de Relaciones Exteriores de los Países Bajos a unirse a un grupo de trabajo de 70 jóvenes líderes en la Corte Internacional de Justicia junto con mentores como el Premio Nobel de la Paz de 2013, la Organización para la Prohibición de las Armas Químicas, para redactar un documento que fue presentado en 2015 en la Organización de las Naciones Unidas como la visión global de la juventud a largo plazo.

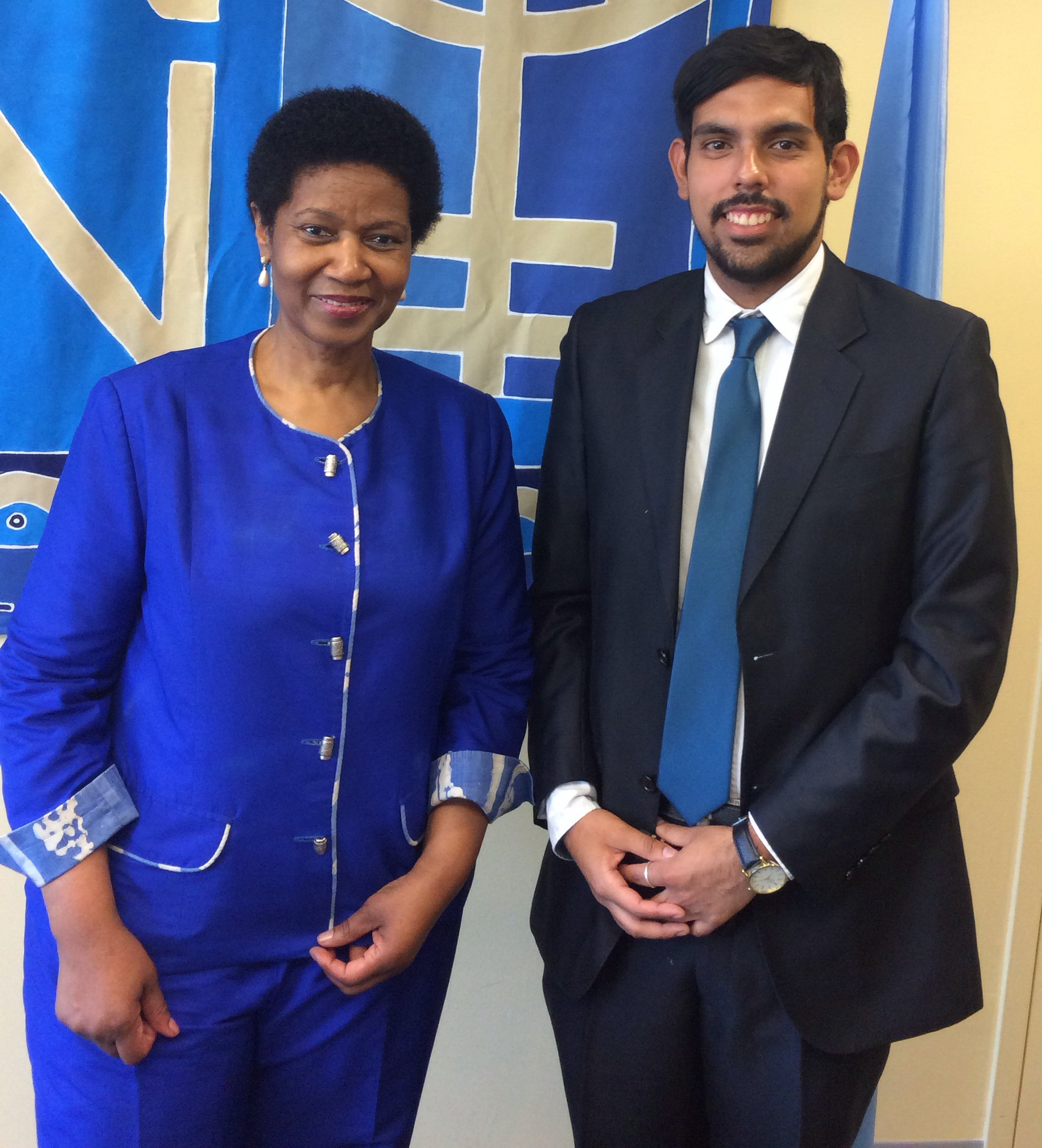
Carlo Angeles y la Directora Ejecutiva de ONU Mujeres, Phumzile Mlambo-Ngcuka

Ángeles fue nombrado Defensor Mundial de la Juventud para la Campaña Mi Mundo 2015 de las Naciones Unidas. En este cargo, involucró a los jóvenes de Perú, Colombia y Argentina con la Agenda Post-2015 Objetivos de Desarrollo Sostenible de las Naciones Unidas y sus gobiernos.
Ha involucrado a los jóvenes en Argentina coorganizando un evento sobre la Agenda Post-2015 en el Parlamento Nacional de la República de Argentina en el que participaron jóvenes y congresistas. En Colombia entregó el informe Mi Mundo 2015 al Programa Presidencial de Jóvenes, Colombia Joven. En Perú, fue coanfitrión de una cumbre de jóvenes sobre la Agenda Post-2015 en la que participaron 1000 delegados jóvenes, el ministro de Estado, José Gallardo Ku, y otros responsables políticos.
Su organización Somos el Presente fue la única peruana a la que Naciones Unidas le concedió una acreditación especial para asistir a la Cumbre de las Naciones Unidas para la Adopción de la Agenda de Desarrollo Post-2015, una de las cumbres más importantes en la historia de las Naciones Unidas. En este evento, fue miembro del Comité de Selección de Portavoces de la Sociedad Civil, abogando por la representación de los jóvenes entre los representantes electos de la sociedad civil. Una de las primeras tareas asignadas al Comité de Selección fue la selección del Representante de la Sociedad Civil que se dirigiría al plenario de la Asamblea General de la ONU. Salil Shetty fue elegido para pronunciar un discurso en representación de la sociedad civil de todo el mundo ante el Papa Francisco y la Premio Nobel de la Paz, Malala.

Ángeles fue invitado a unirse a la Segunda Reunión del Grupo Interinstitucional y de Expertos sobre los Objetivos de Desarrollo Sostenible en Bangkok, Tailandia, que abordó el proceso de diseño de los indicadores que se utilizaron para rastrear el éxito de los Objetivos de Desarrollo Sostenible de las Naciones Unidas para 2030. 

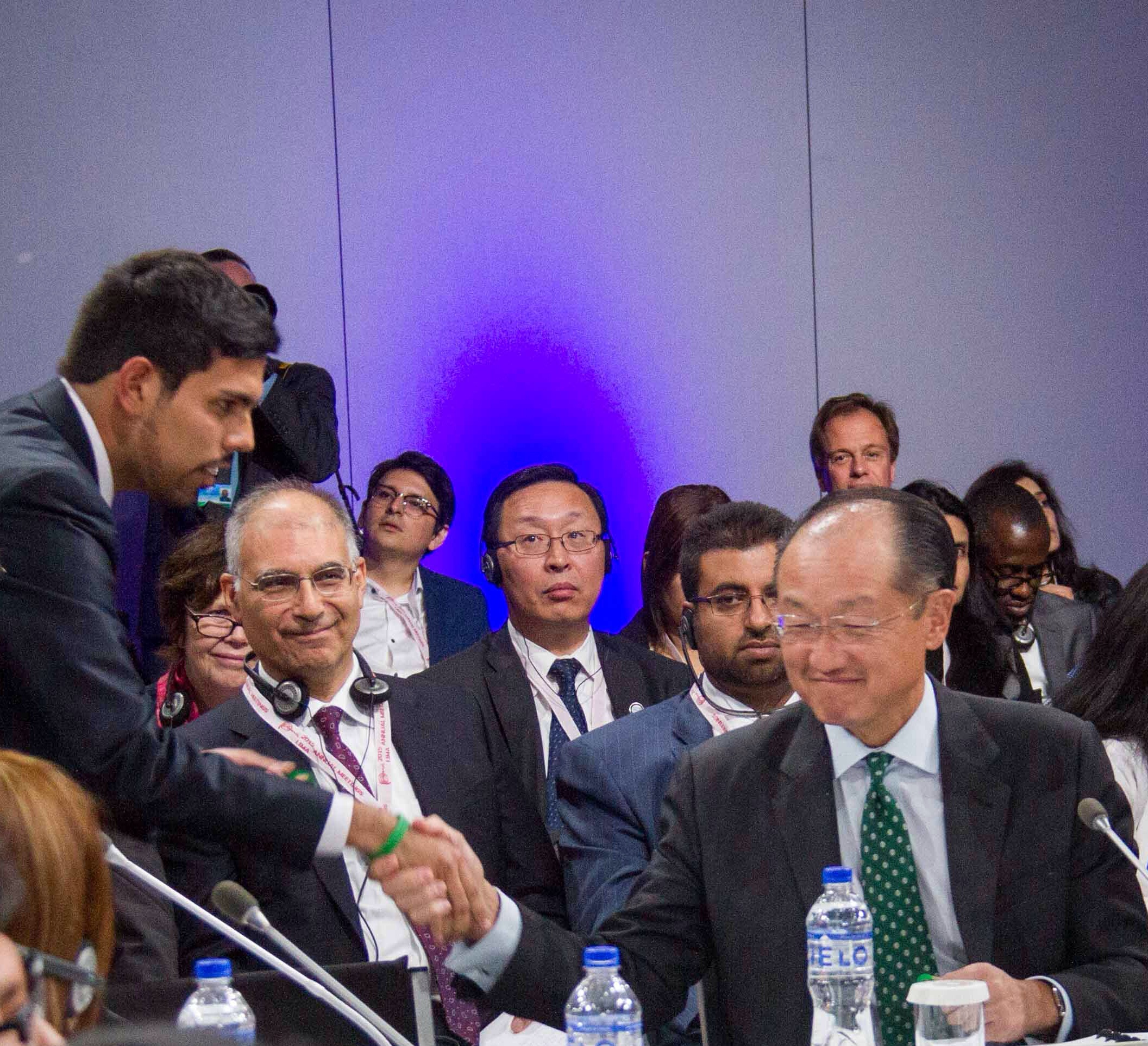
Carlo Ángeles y el presidente del Banco Mundial, Dr. Kim

En 2015 fue invitado como orador y ha abogado por la participación de los jóvenes en el desarrollo sostenible en varios eventos internacionales de alto nivel como la COY10, las Reuniones Anuales del Fondo Monetario Internacional y el Grupo del Banco Mundial, los paneles de alto nivel de la 70ª Asamblea General de las Naciones Unidas, la Conferencia Ministerial de la Organización Mundial del Comercio, la Cumbre de Concordia, la Cumbre Mundial de la Alianza para el Gobierno Abierto, entre otros.
De 2016 a 2018, se desempeñó como jefe de la región Lima y Callao del Programa Nacional de Empleo Juvenil "Jóvenes Productivos" y como director nacional de Organización, Promoción y Gestión en la Secretaría Nacional de la Juventud (SENAJU), ambos en el Ministerio de Educación. En este último cargo, desarrolló el proceso de participación y rendición de cuentas para que la juventud participe activamente en la implementación de los Objetivos de Desarrollo Sostenible.
Durante sus estudios de maestría en la Universidad de Columbia, enfocó su investigación en la Amazonía, lo que conllevó a la creación del Grupo de Trabajo de Alto Nivel para la Amazonía del Parlamento Andino. Junto al Panel Científico por la Amazonía, fue el autor principal del Informe de la Amazonía del Parlamento Andino, documento que ha llevado a la declaración del estado de emergencia internacional de la Cuenca del Amazonas por parte del Parlamento Andino y ha conllevado a elevar este debate a Naciones Unidas y la Organización de Estados Americanos.

## Vida política
Carlo Ángeles abogó por una reforma de la política juvenil con los partidos políticos que participaron en laselecciones generales de 2016. Presentó varias políticas de mecanismos de participación juvenil que luego fueron implementadas.
En las elecciones municipales del 7 de octubre de 2018 fue elegido regidor del Concejo Metropolitano de Lima para el período 2019-2022 con el partido Podemos Perú.
Formó parte del proyecto político Hacer País y, en 2021, fue copresidente de la organización junto a Jessica Huamán y Javier García-Blásquez. Este proyecto no logró su inscripción como partido político ante el JNE, por lo que tuvo un acercamiento con el Partido Morado, al cual logró afiliarse luego de una controversia administrativa.